# Zanthoxylum culantrilo
Zanthoxylum culantrilo là một loài thực vật có hoa trong họ Cửu lý hương. Loài này được Kunth miêu tả khoa học đầu tiên năm 1823.